# Emre Güngör
Fehmi Emre Güngör (ur. 1 sierpnia 1984 roku w Stambule) – turecki piłkarz występujący na pozycji obrońcy.

## Kariera klubowa
Emre Güngör zawodową karierę rozpoczynał w 2001 roku w MKE Ankaragücü. Rozegrał dla niego tylko dwa spotkania, po czym na dwa sezony przeniósł się do drugoligowego klubu Türk Telekom GSK. Latem 2004 roku Güngör powrócił do Ankaragücü. Wystąpił w dwunastu ligowych pojedynkach i wraz z zespołem uplasował się trzynastym miejscu w tabeli tureckiej ekstraklasy. W sezonie 2005/2006 Güngör wywalczył już sobie miejsce w podstawowej jedenastce swojej drużyny i rozegrał 27 meczów.
Dobra forma, jaką Turek prezentował podczas rozgrywek 2007/2008 wzbudziła zainteresowanie Galatasaray SK. Działacze "Lwów" podpisali kontrakt z Güngörem w zimowym okienku transferowym. W nowym zespole wychowanek Ankaragücü zadebiutował 5 stycznia 2008 roku w zremisowanym 2:2 spotkaniu z Bursasporem, kiedy to w 78 minucie zmienił Mehmeta Topala. Razem z Galatasaray w debiutanckim sezonie Güngör sięgnął po pierwszy w swojej karierze tytuł mistrza kraju. W 2010 roku odszedł do Gaziantepsporu, a w 2012 roku został piłkarzem Antalyasporu. W sezonie 2014/2015 grał w Karabüksporze, a latem 2015 przeszedł do Eskişehirsporu. W 2016 został zawodnikiem Bandırmasporu.

## Kariera reprezentacyjna
Güngör ma za sobą występy w młodzieżowych reprezentacjach Turcji. W dorosłej drużynie narodowej zadebiutował w 2008 roku. W maju tego samego roku Fatih Terim powołał go do kadry reprezentacji na mistrzostwa Europy.
| Lata      | Reprezentacja | Występy | Gole |
| --------- | ------------- | ------- | ---- |
| 2001      | Turcja U-16   | 5       | 0    |
| 2001      | Turcja U-17   | 2       | 0    |
| 2001      | Turcja U-18   | 1       | 0    |
| 2002      | Turcja U-19   | 14      | 0    |
| 2004-2006 | Turcja U-21   | 20      | 0    |